# Абросимов, Константин Филиппович
Константин Филиппович Абросимов (1916—1964) — советский учёный и конструктор, кандидат технических наук (1949).

## Биография

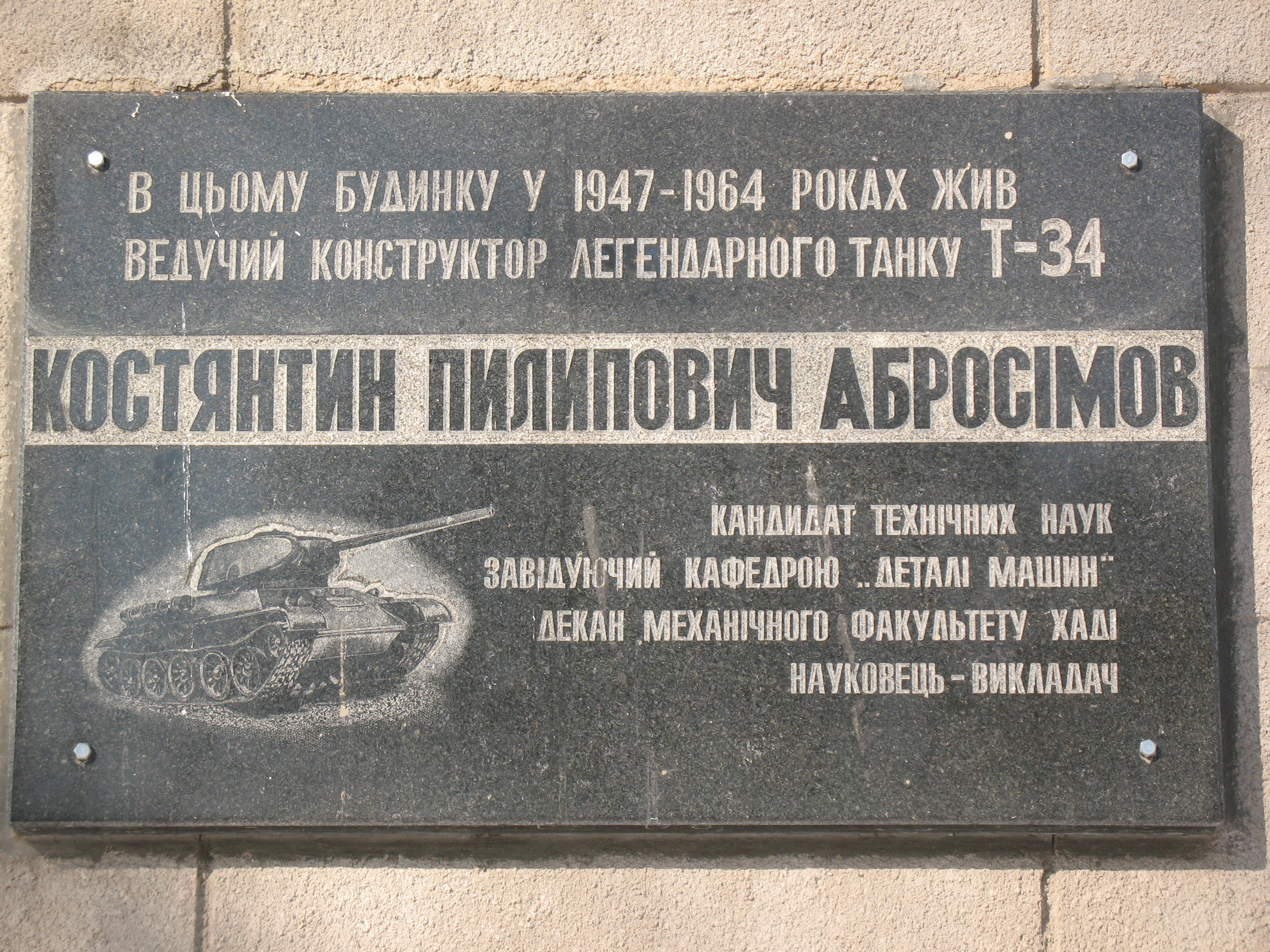
Мемориальная доска на доме в Харькове, где он жил

Родился в Харькове в 1916 году в семье со средним достатком и был крещён в церкви Успения Пресвятой Богородицы. Его отец — Филипп Абросимов, работал в одесском мануфактурном магазине своего дяди, преуспевающего купца Григория Абросимова. В период НЭПа он держал небольшой магазин и торговал тканями на Конном рынке в Харькове.
Константин окончил школу и рабфак. Затем окончил Харьковский автомобильно-дорожный институт (ХАДИ) и стал трудиться в конструкторском бюро Харьковского танкового завода (ныне завод им. Малышева) как инженер-механик. Во время Великой Отечественной войны модернизировал ходовую часть танка Т-34.
После войны некоторое время работал на танковом заводе, потом преподавал в ХАДИ, где написал диссертацию на тему «Исследование влияния внутренних амортизаторов на долговечность катков быстроходных гусеничных машин». Работая в институте, был заведующим кафедрой, деканом механического факультета, написал ряд научных статей и стал одним из авторов учебника для конструкторов «Машины для строительства дорог», изданного в СССР в 1962 году. Также занимался общественной деятельностью —  был депутатом Харьковского городского и районного Советов.
Умер в 1964 году в Харькове. На доме, по улице Алчевских, 37 (Каразина, 19) в Харькове,   в котором жил Абросимов и другие сотрудники ХАДИ - профессора Бируля А.К., Романенко И.А., Милославский Е.И., в 2003 году была установлена мемориальная доска.
Среди наград имел орден «Знак Почёта» и медали.